# Doxocopa kallina
Doxocopa kallina är en fjärilsart som beskrevs av Bönninghausen 1896. Doxocopa kallina ingår i släktet Doxocopa och familjen praktfjärilar. Inga underarter finns listade i Catalogue of Life.